# Verbum nobile
Verbum nobile je jednoaktová opera polského skladatele Stanisława Moniuszka na libreto Jana Chęcińského z roku 1860. Poprvé byla uvedena dne 1. ledna 1861 ve varšavském Velkém divadle.

## Vznik, charakteristika a historie opery
Stanisław Moniuszko byl od roku 1858 hlavním dirigentem polských oper ve varšavském Velkém divadle a uvedl v rychlém sledu a se značným úspěchem opery Halka (1858), Vorař (1858) a Hraběnka (1860). Brzy po premiéře poslední z nich začal připravovat novou operu na novou sezónu 1860/1861, s plánovanou premiérou na Nový rok 1861. Volba žánru komické jednoaktovky souvisela s provozními důvody (mohla být kombinována s různými jinými díly nebo jejich částmi podle potřeby) i s Moniuszkovou ambicí dosáhnout uvedení některé ze svých oper v pařížské Opéra-Comique, kde měla tato forma nejvíce šancí proniknout.
Libreto Moniuszkovi tentokráte napsal Jan Chęciński, který se stal od té doby skladatelovým trvalým spolupracovníkem a dodal mu text ke všem jeho následujícím hudebně-dramatickým dílům (opery Strašidelný zámek a Pária, opereta Beata). Plodný literát Chęciński spolupracoval již dlouho s varšavským divadlem, psal divadelní hry i básně, zejména však překládal operní libreta z různých jazyků do polštiny a sám psal libreta pro polské skladatele, současně režíroval operní inscenace a vyučoval v divadelní škole. Ve své první spolupráci s Moniuszkem tematicky navázal zejména na úspěch, jehož dosáhlo idylické a vlastenecké líčení života tradiční polské šlechty v Hraběnce; zatímco tam bylo toto prostředí konfrontováno se satirickým obrazem „kosmopolitního“ života moderní varšavské šlechty, ve Verbum nobile romantické zpodobnění života na venkovském dvorci v době před dělením Polska žádné vnější vlivy nenarušují.
Divadelní sezóna 1860/1861 ve Varšavě byla značně poznamenána napjatou politickou situací. V říjnu 1860 se ve Varšavě konala schůzka tří císařů provázená protesty a manifestacemi, plánovaný koncert ve Velkém divadle musel být zrušen kvůli diverzní akci, který vyvolala nutnost rekonstrukce hlediště. Přesto se v listopadu 1860 mohlo začít se zkouškami a 1. ledna 1861 mělo Verbum nobile skutečně premiéru, při níž bylo nadšeně přijato diváky i kritikou. V únoru 1861 vypukly nepokoje po smrti pěti demonstrantů, byl vyhlášen výjimečný stav a divadlo zavřeno (bylo v něm i ubytováno vojsko). Tím se počáteční rozlet Verba nobile poněkud zastavil, i tak se však v následujících sezónách hrálo poměrně hojně a za Moniuszkova života se dočkalo zhruba padesáti repríz.
Dobové obecenstvo i kritika přijaly Verbum nobile jako idylické líčení šťastnějších dávných časů a právě proto si jí cenily. Významný soudobý kritik Józef Sikorski v časopise Ruch muziczny psal: „Národnost našich předků byla již dříve předmětem divadelních her i románů, ale nejčastěji byla překrucována, přeháněna, znetvářena – tu hlavní dramatickou myšlenkou, tu nedokonalostí formy. Verbum nobile je zřejmě prvním dramatem, které se všem těmto vadám vyhnulo.“ Teprve po druhé světové válce začalo být v látce hledáno satirické vyznění ve smyslu kritiky aranžovaných sňatků a preferování „cti“ před lidskostí.
Partituru opery Verbum nobile moderní bádání s odstupem označuje spíše za „bagatelu“, za „řádku pěkných drobností“. Již soudobá kritika si ostatně cenila Moniuszkovy hudby k Verbum nobile spíše pro roztomilost a přiléhavost tématu než pro hudební podstatu: „Pan Chęciński upletl tento koláček z ničeho a Moniuszko jej tak vybarvil a přioděl, tak vypiplal, že z něj před skrovné rozměry učinil jeden ze svých nejšťastnějších výtvorů.“ Skladatel se v hudebním zpracování přidržel starých konvencí, a to i vědomě, aby navodil atmosféru 18. století. Jako u mnoha Moniuszkových oper je nejzajímavější částí předehra, která má (podle muzikologa Zdzisława Jachimeckého) klasickou Mozartovskou podobu; charakterizuje ji verva, humor a lehkost. V jiných částech opery je zjevný vliv italské opery buffy, árie často spíše než přímo polskou hudbu připomínají její klasicistní italskou stylizaci alla polacca, ale i tak vytvářejí přiléhavou charakterizaci osob i prostředí. Rovněž hojné užívání recitativu secco poukazuje na operu 18. století, kdy se děj Verba nobile odehrává. Zvláštností této opery je úplná nepřítomnost tenorového hlasu (milovníkem je zde baryton); taková „opera bez tenoru“ je v romantické opeře dosti řídkým jevem. Hudebně však tato opera nabízí málo osobitého a rozhodně zaostává za Moniuszkovými vrcholnými díly Halkou a Strašidelným zámkem.
Verbum nobile se od svého vzniku hraje na polských operních scénách poměrně často, i když ne tolik jako Halka nebo Strašidelný zámek. Libreto bylo považováno za poměrně nepolitické, proto o operu projevily brzy po premiéře zájem ruské scény a brzy byla uvedena ve Vilniusu, i když bez většího úspěchu. Divadlo ve Krakově ji uvedlo do repertoáru roku 1867, městské divadlo ve Lvově roku 1872 a opět roku 1900, roku 1880 pak divadlo v Poznani, roku 1920 v Bytomi, roku 1927 v Katovicích. V poválečné době bylo Verbum nobile inscenováno v Krakově (1945, 1960), Varšavě (1945, 2009), Vratislavi (1946, 1952, 1983), Poznani (1948, 1958, 1969, 1997), Bytomi (1948, 1972), Bydhošti (1958, 1988), Gdaňsku (1960), Lodži (1965) a ve Štětíně (2003). Z poznaňské inscenace roku 1969 a ze štětínské inscenace z roku 2003 pocházejí i obě dosud vydané nahrávky. V zahraničí se Verbum nobile hrálo především ve Spojených státech amerických z podnětu polské diaspory (Filadelfie 1929, New York 1946). Jako jednoaktovka bývá v divadelní praxi kombinováno s jinými díly, často s druhou Moniuszkovou komickou aktovkou Vorař. Inscenace varšavského Velkého divadla z roku 2009 pod názvem Dvě slova zkombinovala Verbum nobile s operou Přísaha (Le Serment) moderního polsko-francouzského skladatele Alexandra Tansmana.

## Osoby a první obsazení
| osoba                  | hlasový obor | premiéra (1. 1. 1861)  |
| ---------------------- | ------------ | ---------------------- |
| Pan Serwacy Łagoda     | bas          | Wilhelm Troschel       |
| Zuzia, jeho dcera      | soprán       | Bronisława Dowiakowska |
| Pan Marcin Pakuła      | baryton      | Jan Koehler            |
| Stanisław /Michał      | baryton      | Adam Ziółkowski        |
| Bartłomiej             | basbaryton   | Adolf Kozieradzki      |
| Vesničané a vesničanky |              |                        |
| Dirigent:              | Dirigent:    | Stanisław Moniuszko    |

## Děj opery
Odehrává se v 18. století před dvorem Serwace Łagody, na den svaté Zuzany (11. srpna).
Bartłomiej (Bartosz) pořádá Łagodovy poddané do špalíru a s obtížemi s nimi cvičí píseň, kterou mají zazpívat dceři pána domu, Zuzaně Łagodové. Lidé tak činí rádi, protože mají Zuzu v oblibě a protože – jak jim slibuje pan Serwacy – je dnes po práci na poli čeká slavnost s hojností tance a medoviny (introdukce a sbor Owoż każdy niech pamięta… Niech paninenkę naszą milą… Słonko świeci, hejże dzieci).
Z rozmluvy mezi Serwacem a Bartłomiejem se dozvídáme, že dnešní slavnost není jen k Zuziným jmeninám, ale i k rozloučení s Bartłomiejovým pánem, mladým Stanisławem (Stachem), který se právě někde se Zuzou toulá. Serwacy se při pomyšlení na dceru modlí za její štěstí, až ho tu nebude (recitativ a arioso A teraz z nami, mości Bartłomieju… Zanim utrudne oczy). Po odchodu pana Serwace Bartłomiej v monologu vypráví, co se přihodilo. Jeho pán měl spory se sousedem o hranice, a proto vypravil svého syna v Bartłomiejově doprovodu s listinami k podkomořímu, aby proti sousedovi zakročil. Marně otec syna napomínal, aby cestou nevěnoval pozornost dívčím půvabům. Mladík se ve městě na mši zakoukal do jakési dívky, pronásledoval ji v kočáře a tomu se zlomila osa. Vykloubil si přitom rameno, ale dívka a její otec ho přijali v domě a ošetřovali. Už dva měsíce tu pobývá – mnohem více, než bylo ze zdravotního hlediska třeba – a co na to jeho otec? darmo pomyslet (recitativ a píseň Ale gdzież Stacho?... Rodzic powiada: słuchaj no, wasze).
Stanisław se vrací, vyptává se po úspěchu jmeninové zdravice a přiznává Bartłomiejovi to, co zen dávno ví: že je mladý pán zamilován do Zuzy. A příkazy a zákazy Stanisławova otce zde nic nezmohou (recitativ a Stanisławova árie Cóż, Bartosieńku, jakże się powiodło?... Nakaż, niech ożywcze słonko). Bartłomiej Stanisława vyzývá, aby se neprodleně vydal domů, protože již je zdráv, ale mladík se zdráhá. Když vidí přicházet Zuzu, posílá sluhu rychle pryč. Zuzia děkuje za obdržené blahopřání a ptá se, čím si ho zasloužila. Stanisław nejprve vyjadřuje vděčnost za to, že se o něj starala, ale za zhojení rány na těle mu zasadila ránu do srdce. Za takových okolností přece není možné se rozloučit (duet Stanisława a Zuzy Gdym prawie już z tym życiem hożem).
Při tomto hovoru je překvapí pan Serwacy. Vytušil, že se mladí do sebe zamilovali, a ti mu to přiznávají. Pan Serwacy je mírně kárá, ale hlavně jim sděluje, že jejich sňatek není možný. Kdysi dávno dal totiž svému příteli z mládí čestné slovo šlechtice – verbum nobile –, že dá svou dceru jeho synovi. A toto slovo nelze nijak zrušit. Stanisław rezignovaně hořekuje, Zuzia se ale vzpouzí, až se otec dopálí a dává nové slavnostní verbum nobile: Zuzia si Stanisława nikdy nevezme! Stanisław a Zuzia se v slzách loučí, zatímco pan Serwacy jim radí podrobit se vyšší moci a zapomenout (tercet Bo gdy chłopak na dziewczynę…Jeszcześ maleńką dtieweczką była… Za gościnę dzięki składam).
Zuzia myslí na odcházejícího Stanisława a v duchu mu vyčítá, že jí dal poznat lásku a blaženost, o kterou s tím větším smutkem nyní přišla (dumka Jak ty ująć żal na rodze). V tomto rozpoložení ji před domem nalézá cizí pán, který se představuje jak Marcin Pakuła z Pakułówa. Protože je dávným přítelem pana Serwace, poznává Zuzu a blahopřeje jí k jmeninám. Má pro ni dokonce výborný dárek – pěkného ptáka, třicetiletého s pěknými černými vousky (recitativ a árie Śliczna dzieweńko, ufam, że mi się zdarza… Dam ci ptaszka, jakich mało). Zuzu takto nevkusná nabídka dožene k slzám.
Pan Serwacy vítá pana Marcina a ten mu sděluje, že brzy tu bude jeho syn Michał. Hned mohou být ohlášky a do dvou týdnů svatba. Pan Serwacy je zaskočen a s ohledem na Zuzu žádá o posečkání, ale pan Marcin se nedá pohnout: platí Serwacovo verbum nobile nebo ne? Pochybování o své cti si pan Serwacy nenechá líbit a rozhovor rychle přechází v hádku. Pan Michał se v ní od Serwace dozví, že se Zuzia zamilovala do jakéhosi Stanisława, který je dosud přítomen; šel by mu uřezat obě uši, kdyby ho pan Serwacy nezadržoval (duet).
Zuzia přivádí Stanisława a pan Marcin v něm poznává svého syna Michała. Ten vysvětluje, že nechtěl, aby se k otci donesla zpráva o jeho zranění a příliš ho znepokojila, a proto vystupoval pod cizím jménem. Ale Bartłomiej poslal panu Marcinovi přesto zprávu a ten rychle přijel. Zuzia a Stanisław/Michał jsou si tedy odedávna zaslíbeni svými otci, takže jejich lásce a brzkému sňatku už nestojí v cestě žádné překážky – až na jednu, a to zásadní. Byť to panu Serwacovi rmoutí srdce, nemůže k sňatku dojít – vždyť dal před chvílí verbum nobile, že si Zuzia svého milého nikdy nevezme. Ale Zuzia otci připomíná, že dané slovo znělo: nikdy si nevezmeš Stanisława. Ale ona přece žádného Stanisława nechce, nýbrž Michała. Tímto doslovným výkladem otcova slibu Zuzia zažehná další zklamání a všichni blahopřejí mladému páru, na nějž se usmálo štěstí (finále Śnidanie czeka… Wierzyć nie mogę tak nagłej zmianie… Hej, panienko, tu na gody… Zakończone nasze troski).

## Nahrávky
- 1962 (LP, MUZA SXL 0145; CD 1993 Polskie Nagrania; 1999, Wilk-Record WR 141). Zpívají (Serwacy) Andrzej Kitzewetter, (Zuzia) Krystyna Pakulska, (Marcin) Marian Kondella, (Stanisław/Michał) Jan Czekay, (Bartłomiej) Edward Kmiciewicz. Orchestr a sbor Poznaňské státní opery řídí Robert Satanowski.[3]
- 2010 (CD DUX 0783) Zpívají (Serwacy) Aleksander Teliga, (Zuzia) Aleksandra Buczek, (Marcin) Leszek Skrla, (Stanisław/Michał) Michał Partyka, (Bartłomiej) Janusz Lewandowski. Orchestr a sbor Opery na Zamku řídí Warcisław Kunc (živá nahrávka z Opery na Zamku ve Štětíně). Tato nahrávka získala International Classical Music Award v kategorii opera za rok 2013.[7]